# Liste des médaillés français aux championnats du monde de tumbling
- Cet article est partiellement ou en totalité issu de l'article intitulé « Gymnastique en France » (voir la liste des auteurs).

La liste complète des médaillés français aux championnats du monde de tumbling. Seuls sont indiqués les championnats auxquels les gymnastes français ont obtenu au moins une médaille.
Tableau mis à jour après les championnats du monde de Tokyo en 2019.
| Lieux (Année)     | Épreuve                      | Épreuve                                                              |
| Lieux (Année)     | Individuel                   | Par équipe                                                           |
| ----------------- | ---------------------------- | -------------------------------------------------------------------- |
| Paris (1986)      | Didier Semmola               | Pascal Éouzan Didier Semmola Philippe Chapus Christophe Lambert      |
| Birmingham (1988) | Pascal Éouzan Didier Semmola | Pascal Éouzan Didier Semmola Philippe Chapus Christophe Lambert      |
| Essen (1990)      | Pascal Éouzan                | Pascal Éouzan Didier Semmola Philippe Chapus Christophe Lambert      |
| Porto (1994)      | Pascal Éouzan                | Pascal Éouzan Stephane Bayol Franck Salcines Christophe Fréroux      |
| Vancouver (1996)  |                              | Nicolas Fournials Stephane Bayol Franck Salcines Christophe Fréroux  |
| Sydney (1998)     |                              | Nicolas Fournials Alexandre Dechanet Joseph Imbert Christopher Gigou |
| Sun City (1999)   |                              | Nicolas Fournials Alexandre Dechanet Nicolas Divry Christopher Gigou |
| Odense (2001)     | Nicolas Fournials            |                                                                      |
| Hanovre (2003)    |                              | Nicolas Fournials Alexandre Dechanet Yves Tarin Gael Manry           |
| Eindhoven (2005)  |                              | Nicolas Fournials Alexandre Dechanet Nicolas Divry Julien Coudert    |
|                   |                              |                                                                      |